# Karaj
Karaj (rusky Карай) na horním toku Mokrý Karaj (rusky Мокрый Карай) je řeka v Saratovské oblasti v Rusku. Je dlouhá 139 km. Plocha povodí měří 2680 km².

## Průběh toku
Protéká přes Ocko-donskou rovinu v širokém údolí. Ústí zprava do Chopjoru (povodí Donu).

## Vodní režim
Zdrojem vody jsou sněhové srážky. Průměrný průtok vody ve vzdálenosti 16 km od ústí činí 6,3 m³/s.

## Využití
Využívá se na zavlažování.